# Lucy Lawless
Lucy Lawless (født Lucille Frances Ryan 29. marts 1968) er en newzealandsk skuespillerinde. Hun er gift med skuespilleren Robert Tapert. Hun er især kendt for sin rolle som hovedpersonen Xena i Xena: Warrior Princess.

## Filmografi
- Xena: Warrior Princess
- Spider-Man
- Battlestar Galactica
- Two and a Half Men
- X-Files
- Ginger Snaps
- The Simpsons
- Eurotrip

- Spartacus: Blood and Sand

## Ekstern henvisning
- Lucy Lawless på Internet Movie Database (engelsk)
- Lucy Lawless på Scope
- Lucy Lawless på Svensk Filmdatabas (svensk)
- Lucy Lawless på AlloCiné (fransk)
- Lucy Lawless på AllMovie (engelsk)
- Lucy Lawless på Turner Classic Movies (engelsk)
- Lucy Lawless på Rotten Tomatoes (engelsk)
- Lucy Lawless på TV Guide (engelsk)
- Lucy Lawless på The Movie Database (engelsk)
- Lucy Lawless på Internet Broadway Database (engelsk)